# أزكاجوار الثاني
أزكجوار الثاني (توفي عام 712) كان حاكمًا للدولة الإفريغية في خوارزم من تاريخ غير معروف إلى عام 712 م. كان ابن وخليفة صبري الخوارزمي. يتفق معظم العلماء على أن أزكجوار الثاني هو نفس الشخص المُسمى الملك جيجان أو تشيجان. في معظم المصادر التي تعود إلى العصور الوسطى، يُطلق عليه ببساطة اسم خوارزمشاه (ملك خوارزم).

## السيرة

خريطة خراسان وبلاد ما وراء النهر وطخارستان

وقد ذُكر أزكجوار لأول مرة في منتصف تسعينيات القرن السابع، عندما غزا مملكته أمية بن عبد الله، الحاكم الأموي لخراسان. وسرعان ما سقطت عاصمة أزكجوار، كاث (بيروني)، في أيدي الأمويين، الذين أجبروا أزكجوار على الاعتراف بالسيادة الأموية. ومع ذلك، بعد أن غادر أمية خوارزم، أعلن أزكجوار استقلاله عن الخلافة الأموية. خلال أوائل القرن الثامن الميلادي، غزا يزيد بن المهلب، الحاكم الأموي الجديد لخراسان، خوارزم، لكن قوات أزكجوار صدت هجومه في النهاية.
ذُكر أزكجوار لاحقًا في عام 712، عندما واجه تمردًا من شقيقه الأصغر خورزاد، وكانت لديه توترات مع منافسه، ملك خامجرد. ولما عجز عن حل مشاكله، أرسل سرًّا مبعوثين إلى الحاكم العباسي الجديد لخوارزم، قتيبة بن مسلم، الذي كان في ذلك الوقت في مرو. وبعد فترة وجيزة توصل أزكجوار وقتيبة إلى اتفاق يقضي بأن يعترف أزكجوار بالسلطة الأموية مقابل المساعدة العسكرية ضد أخيه. وبعد قليل أرسل قتيبة جيشًا بقيادة أخيه عبد الرحمن إلى هزراسب، حيث هزم ملك خامجرد وقتله، وأسر 4000 من جنوده، الذين أعدموا بعد فترة وجيزة. وفي هذه الأثناء، هزم قتيبة أنصار خوارزم وأسر الأخير، الذي أعطي لأزكجوار الذي أعدمه بعد فترة وجيزة.
ومع ذلك، اندلعت ثورة معادية للأمويين في خوارزم بعد فترة وجيزة، مما أدى إلى الإطاحة بأزكجوار وموته، وتتويج أمير إفريغي آخر يدعى خسرو الخوارزمي ملكًا على خوارزم. لكن الأمويين هوموا خسرو بعد فترة قصيرة وقتلوه بوحشية، وجعلوا ابن أزكجوار أسكاجاموك الثاني حاكمًا جديدًا لخوارزم.